# شاعر شیرخوار در دخمه سنگی
«شاعر شیرخوار در دخمهٔ سنگی» (به چینی: "施氏食獅史"؛ واگویی: شی شی شی شی شی) به انگلیسی: Lion-Eating Poet in the Stone Den) نام شعری معروف به زبان چینی است که شاعر آن ژائو یوانرن بوده و ۹۲ هجا دارد و همگی آن هجاها «شی» ([ʂɻ̩]) هستند، که در زبان چینی ماندارین دارای نواختِ خاص خود هستند.